# میرزا ابراهیم تبریزی
میرزا ابراهیم آقا تبریزی فرزند علی زنجانی از روحانیان روشن فکر عصر خود بود. پس از تشکیل مجلس اول، به نمایندگی از سوی مردم تبریز انتخاب گردید و به همراه ده نماینده دیگر عازم تهران گردید.
در مجلس با کارشکنی‌های دربار به شدت مقابله می‌کرد و در تصویب متمم قانون اساسی پافشاری نمود و از افراد مؤثر در قضیه استیضاح علی اصغر خان اتابک بود. وی رئیس انجمن غیرت بود و در جریان حمله دولتیان به مجلس، به همراه تقی زاده اصرار به مقاومت مسلحانه داشت. در واقعه بمباران مجلس در بیست و سوم جمادی‌الاول ۱۳۲۶ به همراه عده‌ای به باغ امین الدوله پناهنده شدند ولی پس از حمله دولتیان چون وی مسلح بود، نخستین کسی که کشته شد او بود.

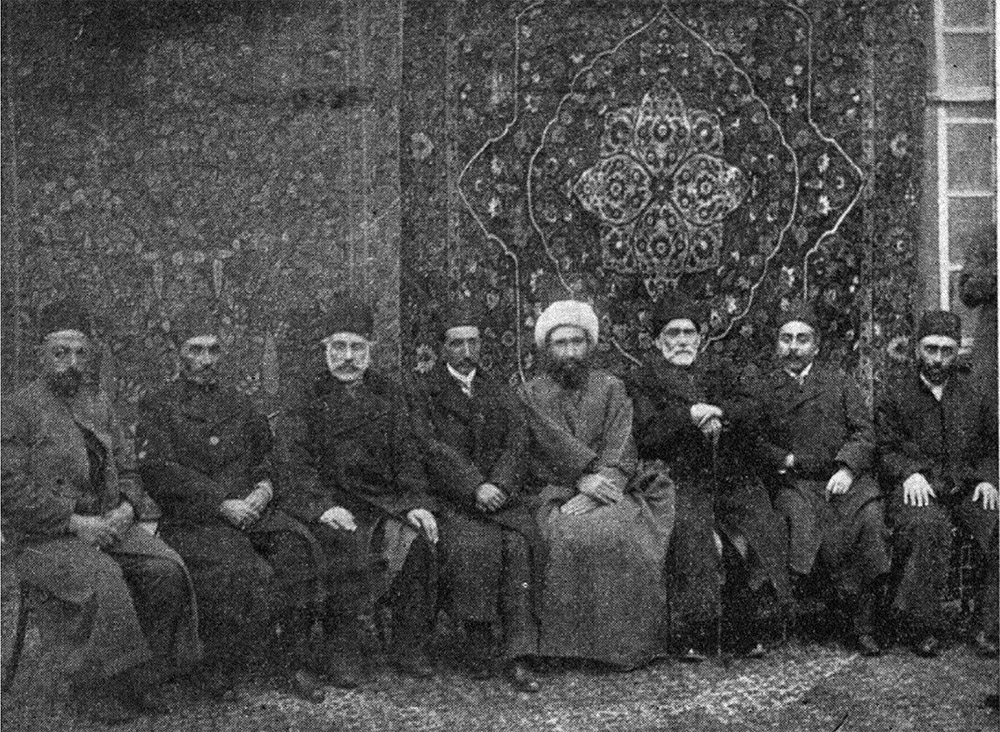
هشت نماینده آذربایجان در نخستین دوره مجلس شورای ملی در باکو حضور دارند. از راست بچپ: حاجی میرزا ابراهیم آقا، مستشارالدوله، طالبوف،آقا ميرزا فضلعلی، شرف الدوله، هدایت الله میرزا، احسن‌الدوله، حاجی میرزا آقا فرشی.

حسن تقی زاده در مجله کاوه و حسین کاظم زاده ایرانشهر در مجله ایرانشهر از او تمجید فراوان نموده‌اند.